# 아이오케이컴퍼니의 음반
이 음반은 아이오케이컴퍼니에서 발매한 음반 목록이다.

## 2020년대
- 2020년 2월 17일 조명섭 - [Digital Single] 꽃 피고 새가 울면
- 2020년 7월 9일 에반 - [Digital Single] Shine
- 2020년 10월 21일 고재근 - [Digital Single] 사랑의 카우보이
- 2020년 11월 19일 장윤정 - [Digital Single] 돼지토끼
- 2021년 3월 19일 B.I - [Digital Single] 깊은 밤의 위로
- 2021년 4월 15일 B.I - [Digital Single] Dear.[1]
- 2021년 5월 14일 B.I - [Digital Single] Got It Like That
- 2021년 6월 1일 B.I - WATERFALL
- 2021년 10월 2일 B.I - [Digital Single] Lost At Sea
- 2021년 11월 11일 B.I - COSMOS
- 2022년 5월 4일 앨리스 - [Digital Single] 내 안의 우주
- 2022년 5월 13일 B.I - [Digital Single] LOVE OR LOVED (L.O.L)[2]
- 2022년 8월 27일 김태우 - 오늘의 웹툰 OST Part.4
- 2022년 10월 27일 앨리스 - [Digital Single] Dance On
- 2023년 3월 2일 소희 - [Digital Single] YOYO
- 2023년 4월 19일 앨리스 - [Digital Single] SHOW DOWN
- 2023년 4월 23일 김태우 - [Digital Single] 니가 보고싶은 밤
- 2024년 5월 13일 앨리스 - [Digital Single] MILKY WAY